# Peggy Moran
Peggy Moran (23 de octubre de 1918 – 24 de octubre de 2002) fue una actriz cinematográfica estadounidense.  

## Biografía
Su verdadero nombre era Mary Jeanette Moran; nació en Clinton, Iowa. 
Moran protagonizó diferentes películas de serie B, como The Mummy's Hand (1940), Slightly Tempted (1940), Treat 'Em Rough (1942) con Eddie Albert y William Frawley, y King of the Cowboys (1943) con Roy Rogers y Smiley Burnette. También hizo papeles de reparto en filmes de clase A, algunos tan memorables como Ninotchka (1939), protagonizado por Greta Garbo. Tras casarse con el director Henry Koster en 1942, Moran se retiró del cine.
Con Koster, Moran tuvo dos hijos. Tras retirarse Koster en 1966, y hasta su muerte en 1988, la pareja dedicó tiempo a viajar.
Peggy Moran falleció el 24 de octubre de 2002 en Camarillo, California, a causa de las complicaciones aparecidas tras sufrir un accidente de tráfico el 26 de agosto de ese año. Sus restos fueron incinerados, y sus cenizas esparcidas en el mar.

## Filmografía
| Año  | Título                                   | Papel                                 | Observaciones                                     |
| ---- | ---------------------------------------- | ------------------------------------- | ------------------------------------------------- |
| 1938 | Gold Diggers in Paris                    | Cazafortunas                          | Otro título: The Gay Impostors                    |
| 1938 | Boy Meets Girl                           | Telefonista de Nueva York             | Sin acreditar                                     |
| 1938 | Secrets of an Actress                    | Actriz a la espera de ver a Carstairs | Sin acreditar                                     |
| 1938 | Campus Cinderella                        | Co-Ed                                 | Sin acreditar                                     |
| 1938 | Girls' School                            | Myra                                  |                                                   |
| 1938 | The Sisters                              | Chica                                 | Sin acreditar                                     |
| 1939 | Rhythm of the Saddle                     | Maurine McClune                       |                                                   |
| 1939 | King of the Underworld                   | Mujer de un joven                     | Escenas eliminadas                                |
| 1939 | Zenobia                                  | Invitada a una fiesta                 | Sin acreditar Otro título: Elephants Never Forget |
| 1939 | Winter Carnival                          | Viola                                 |                                                   |
| 1939 | Ninotchka                                | Primera chica con cigarrillo          | Sin acreditar                                     |
| 1939 | Little Accident                          | Chica alta                            | Sin acreditar                                     |
| 1939 | First Love                               | Chica en la escuela                   | Sin acreditar                                     |
| 1939 | The Big Guy                              | Joan Lawson                           | Otro título: Warden of the Big House              |
| 1940 | West of Carson City                      | Millie Harkins                        |                                                   |
| 1940 | Oh Johnny, How You Can Love              | Kelly Archer                          |                                                   |
| 1940 | Danger on Wheels                         | Pat O'Shea                            |                                                   |
| 1940 | Alias the Deacon                         | Phyllis                               | Otro título: The Hillbilly Deacon                 |
| 1940 | Hot Steel                                | Babe Morrison                         |                                                   |
| 1940 | I Can't Give You Anything but Love, Baby | Linda Carroll                         |                                                   |
| 1940 | Argentine Nights                         | Peggy                                 |                                                   |
| 1940 | The Mummy's Hand                         | Marta Solvani                         |                                                   |
| 1940 | Spring Parade                            | Irene                                 |                                                   |
| 1940 | Slightly Tempted                         | Judy Ross                             |                                                   |
| 1940 | One Night in the Tropics                 | Mickey Fitzgerald                     |                                                   |
| 1940 | Trail of the Vigilantes                  | Barbara Thornton                      |                                                   |
| 1941 | Double Date                              | Penny Kirkland                        |                                                   |
| 1941 | Horror Island                            | Wendy Creighton                       |                                                   |
| 1941 | Hello, Sucker                            | Rosalie Watson                        |                                                   |
| 1941 | Flying Cadets                            | Kitty Randall                         |                                                   |
| 1942 | Treat 'Em Rough                          | Betty Newman                          |                                                   |
| 1942 | There's One Born Every Minute            | Helen Barbara Twine                   |                                                   |
| 1942 | Drums of the Congo                       | Enid Waldron                          |                                                   |
| 1942 | The Mummy's Tomb                         |                                       | Sin acreditar                                     |
| 1942 | Seven Sweethearts                        | Albert "Al" Van Maaster               | Título alternativo: Tulip Time                    |
| 1943 | King of the Cowboys                      | Judy Mason                            |                                                   |